# محمد متولي (لاعب كرة قدم)
محمد أحمد متولي مواليد 1 يناير 1993 في السعودية، هو لاعب كرة قدم مصر من مواليد السعودية.
تدرج في النادي الأهلي في الفئات السنية و من ثم إنتقل نادي سوهاج ومنه إلى نادي دمنهور و وقع مع نادي الخليج السعودي مطلع عام 2018 و انتقل إلى نادي الخلود في صيف 2018 و وقع مع نادي حطين في عام 2019 و انتقل إلى نادي الساحل مطلع عام 2020 .